# Watford Observer
O Watford Observer é um jornal on-line em inglês e criado no Reino Unido. O seu conteúdo possuí informações sobre a actualidade, e é actualizado a toda a hora.